# 미카와국

미카와 국

미카와국(일본어: 三河国)은 일본의 옛 구니로, 현재의 아이치현 동부이다. 미카와는 오와리국, 미노국, 시나노국, 도토미국과 경계를 접한다.
미카와라는 말은 현재까지도 아이치 현의 동부를 가리키는 말로 쓰이며, 주요 도시로는 도요하시시, 오카자키시, 도요타시 등이 있다. 갖은자를 써서 "参河国"라고 적기도 하며, 산슈(三州, 参州)라고도 한다.
미카와는 도쿠가와 이에야스가 간토로 진출하기 전까지의 본거지였다. 미카와의 주요 성은 오카자키였으며, 토요하시 근방의 요시다 성 역시 당시의 주요 거점 중 하나였다.
미카와는 불꽃놀이로 유명한데, 이는 군사상 보안의 이유로 에도 막부가 화약의 제조를 허가한 유일한 지방이었기 때문이다.

## 군
- 헤키카이군(碧海郡)
- 가모군 (미카와국)(일본어판)(加茂郡)
- 하즈군(幡豆郡)
- 누카타군(額田郡)
- 호이군(宝飯郡)
- 시타라군(일본어판)(設楽郡)
- 야나군(일본어판)(八名郡)
- 아쓰미군(일본어판)(渥美郡)